# Vampire: The Masquerade — Swansong
Vampire: The Masquerade — Swansong — компьютерная игра в жанре RPG, разработанная французской студией Big Bad Wolf и изданная Nacon. Релиз состоялся 19 мая 2022 для Windows, Nintendo Switch, PlayStation 4, PlayStation 5, Xbox One, Xbox Series X/S. Игра основана на настольной ролевой игре издательства White Wolf Publishing «Vampire: The Masquerade» и является частью более масштабной серии «World of Darkness».

## Игровой процесс
Vampire: The Masquerade — Swansong — компьютерная игра в жанре RPG, в которой игрок управляет тремя вампирами с индивидуальными способностями, переключаясь между ними по ходу игры. Игрок может создать персонажей согласно предпочитаемому стилю игры, настроив характеристики и доступные дисциплины (способности). Это влияет на то, как персонажи будут взаимодействовать друг с другом, и какие навыки будут доступны при исследовании игрового мира — например, вскрытие замков и взлом компьютерных терминалов. Поскольку игровые персонажи часто находятся рядом с людьми, игрок должен с осторожностью использовать сверхъестественные способности, чтобы не раскрыть вампирическую природу своих персонажей.
На протяжении всей игры персонажи попадают в трудные ситуации, в которых игроку приходится делать сложный моральный выбор без заведомо правильного решения.

## Отзывы критиков
| Сводный рейтинг       | Сводный рейтинг                        |
| Агрегатор             | Оценка                                 |
| --------------------- | -------------------------------------- |
| Metacritic            | (PC) 66/100 (PS5) 63/100 (XSXS) 62/100 |
| Русскоязычные издания |                                        |
| Издание               | Оценка                                 |
| «Игромания»           | 9/10                                   |

Vampire: The Masquerade — Swansong получила смешанные отзывы, согласно агрегатору рецензий Metacritic.